# Oscarverleihung 1981
Übersicht aller ausgezeichneten Filme

◄◄ | ◄ | 1977 | 1978 | 1979 | 1980 | Oscarverleihung 1981 | 1982 | 1983 | 1984 | 1985 | ► | ►►

Weitere Ereignisse
Die Oscarverleihung 1981 fand am 31. März 1981 im Dorothy Chandler Pavilion in Los Angeles statt. Es waren die 53rd Annual Academy Awards. Ursprünglich sollte die Verleihung am 30. März stattfinden, wurde jedoch aufgrund des Attentats auf Ronald Reagan am 30. März um einen Tag verschoben. Im Jahr der Auszeichnung werden immer Filme des vergangenen Jahres ausgezeichnet, in diesem Fall also die Filme des Jahres 1980.
| Film                                  | N | A |
| ------------------------------------- | - | - |
| Der Elefantenmensch                   | 8 | 0 |
| Wie ein wilder Stier                  | 8 | 2 |
| Nashville Lady                        | 7 | 1 |
| Fame – Der Weg zum Ruhm               | 6 | 2 |
| Eine ganz normale Familie             | 6 | 4 |
| Tess                                  | 6 | 3 |
| Das Imperium schlägt zurück           | 3 | 1 |
| Der lange Tod des Stuntman Cameron    | 3 | 0 |
| Melvin und Howard                     | 3 | 2 |
| Schütze Benjamin                      | 3 | 0 |
| Das große Finale                      | 2 | 0 |
| Der große Santini                     | 2 | 0 |
| Der Höllentrip                        | 2 | 0 |
| Kagemusha – Der Schatten des Kriegers | 2 | 0 |
| Der starke Wille                      | 2 | 0 |

## Moderation
Johnny Carson führte zum dritten Mal in Folge als Moderator durch die Oscarverleihung. Die Präsentatoren der Kandidaten sind bei den jeweiligen Kategorien weiter unten aufgeführt.

## Gewinner und Nominierungen

### Bester Film
präsentiert von Lillian Gish
Eine ganz normale Familie (Ordinary People) – Ronald L. Schwary
Der Elefantenmensch (The Elephant Man) – Jonathan Sanger
Nashville Lady (Coal Miner’s Daughter) – Bernard Schwartz
Tess – Claude Berri, Timothy Burrill
Wie ein wilder Stier (Raging Bull) – Robert Chartoff, Irwin Winkler

### Beste Regie
präsentiert von George Cukor und King Vidor
Robert Redford – Eine ganz normale Familie (Ordinary People)
David Lynch – Der Elefantenmensch (The Elephant Man)
Roman Polański – Tess
Richard Rush – Der lange Tod des Stuntman Cameron (The Stunt Man)
Martin Scorsese – Wie ein wilder Stier (Raging Bull)

### Bester Hauptdarsteller
präsentiert von Sally Field
Robert De Niro – Wie ein wilder Stier (Raging Bull)
Robert Duvall – Der große Santini (The Great Santini)
John Hurt – Der Elefantenmensch (The Elephant Man)
Jack Lemmon – Ein Sommer in Manhattan (Tribute)
Peter O’Toole – Der lange Tod des Stuntman Cameron (The Stunt Man)

### Beste Hauptdarstellerin
präsentiert von Dustin Hoffman
Sissy Spacek – Nashville Lady (Coal Miner’s Daughter)
Ellen Burstyn – Der starke Wille (Resurrection)
Goldie Hawn – Schütze Benjamin (Private Benjamin)
Mary Tyler Moore – Eine ganz normale Familie (Ordinary People)
Gena Rowlands – Gloria, die Gangsterbraut (Gloria)

### Bester Nebendarsteller
präsentiert von Jack Lemmon und Mary Tyler Moore
Timothy Hutton – Eine ganz normale Familie (Ordinary People)
Judd Hirsch – Eine ganz normale Familie (Ordinary People)
Michael O’Keefe – Der große Santini (The Great Santini)
Joe Pesci – Wie ein wilder Stier (Raging Bull)
Jason Robards – Melvin und Howard (Melvin and Howard)

### Beste Nebendarstellerin
präsentiert von Diana Ross und Donald Sutherland
Mary Steenburgen – Melvin und Howard (Melvin and Howard)
Eileen Brennan – Schütze Benjamin (Private Benjamin)
Eva Le Gallienne – Der starke Wille (Resurrection)
Cathy Moriarty – Wie ein wilder Stier (Raging Bull)
Diana Scarwid – Max’s Bar (Inside Moves)

### Bestes Originaldrehbuch
präsentiert von Peter Ustinov
Bo Goldman – Melvin und Howard (Melvin and Howard)
Christopher Gore – Fame – Der Weg zum Ruhm (Fame)
Jean Gruault – Mein Onkel aus Amerika (Mon oncle d’Amérique)
Nancy Meyers, Harvey Miller, Charles Shyer – Schütze Benjamin (Private Benjamin)
W. D. Richter, Arthur A. Ross – Brubaker

### Bestes adaptiertes Drehbuch
präsentiert von Peter Ustinov
Alvin Sargent – Eine ganz normale Familie (Ordinary People)
Bruce Beresford, Jonathan Hardy, David Stevens – Der Fall des Lieutnant Morant (Breaker' Morant)
Eric Bergren, Christopher De Vore, David Lynch – Der Elefantenmensch (The Elephant Man)
Lawrence B. Marcus, Richard Rush – Der lange Tod des Stuntman Cameron (The Stunt Man)
Thomas Rickman – Nashville Lady (Coal Miner’s Daughter)

### Beste Kamera
präsentiert von Blythe Danner und Steve Martin
Ghislain Cloquet, Geoffrey Unsworth – Tess
Néstor Almendros – Die blaue Lagune (The Blue Lagoon)
Ralf D. Bode – Nashville Lady (Coal Miner’s Daughter)
Michael Chapman – Wie ein wilder Stier (Raging Bull)
James Crabe – Die Formel (The Formula)

### Bestes Szenenbild
präsentiert von Peter O’Toole und Sissy Spacek
Pierre Guffroy, Jack Stephens – Tess
Robert Cartwright, Stuart Craig, Hugh Scaife – Der Elefantenmensch (The Elephant Man)
John W. Corso, John M. Dwyer – Nashville Lady (Coal Miner’s Daughter)
Leslie Dilley, Michael D. Ford, Harry Lange, Norman Reynolds, Alan Tomkins – Das Imperium schlägt zurück (The Empire Strikes Back)
Muraki Yoshirō – Kagemusha – Der Schatten des Kriegers (Kagemusha)

### Bestes Kostümdesign
präsentiert von Nastassja Kinski und Sigourney Weaver
Anthony Powell – Tess
Jean-Pierre Dorléac – Ein tödlicher Traum (Somewhere in Time)
Patricia Norris – Der Elefantenmensch (The Elephant Man)
Anna Senior – Meine brillante Karriere (My Brilliant Career)
Paul Zastupnevich – Der Tag, an dem die Welt unterging (When Time Ran Out...)

### Beste Filmmusik
präsentiert von Fayard und Harold Nicholas
Michael Gore – Fame – Der Weg zum Ruhm (Fame)
John Corigliano – Der Höllentrip (Altered States)
John Morris – Der Elefantenmensch (The Elephant Man)
Philippe Sarde – Tess
John Williams – Das Imperium schlägt zurück (The Empire Strikes Back)

### Bester Song
präsentiert von Angie Dickinson und Luciano Pavarotti
„Fame“ aus Fame – Der Weg zum Ruhm (Fame) – Michael Gore, Dean Pitchford
„9 to 5“ aus Warum eigentlich … bringen wir den Chef nicht um? (Nine to Five) – Dolly Parton
„On the Road Again“ aus On the Road Again (Honeysuckle Rose) – Willie Nelson
„Out Here on My Own“ aus Fame – Der Weg zum Ruhm (Fame) – Lesley Gore, Michael Gore
„People Alone“ aus Das große Finale (The Competition) – Will Jennings, Lalo Schifrin

### Bester Schnitt
präsentiert von Richard Pryor und Jane Seymour
Thelma Schoonmaker – Wie ein wilder Stier (Raging Bull)
David E. Blewitt – Das große Finale (The Competition)
Anne V. Coates – Der Elefantenmensch (The Elephant Man)
Gerry Hambling – Fame – Der Weg zum Ruhm (Fame)
Arthur Schmidt – Nashville Lady (Coal Miner’s Daughter)

### Bester Ton
präsentiert von Bernadette Peters und Billy Dee Williams
Gregg Landaker, Steve Maslow, Peter Sutton, Bill Varney – Das Imperium schlägt zurück (The Empire Strikes Back)
James R. Alexander, Roger Heman Jr., Richard Portman – Nashville Lady (Coal Miner’s Daughter)
Willie D. Burton, Les Fresholtz, Michael Minkler, Arthur Piantadosi – Der Höllentrip (Altered States)
Jay M. Harding, Michael J. Kohut, Christopher Newman, Aaron Rochin – Fame – Der Weg zum Ruhm (Fame)
David J. Kimball, Les Lazarowitz, Donald O. Mitchell, Bill Nicholson – Wie ein wilder Stier (Raging Bull)

### Bester animierter Kurzfilm
präsentiert von Alan Arkin und Margot Kidder
Die Fliege (A légy) – Ferenc Rofusz
Tout-rien – Frédéric Back
Weltgeschichte in genau drei Minuten (History of the World in Three Minutes Flat) – Michael Mills

### Bester Kurzfilm
präsentiert von Alan Arkin und Margot Kidder
The Dollar Bottom – Lloyd Phillips
Fall Line – Bob Carmichael, Greg Lowe
A Jury of Her Peers – Sally Heckel

### Bester Dokumentarfilm (Kurzfilm)
präsentiert von Lesley-Anne Down und Richard Chamberlain
Karl Hess: Toward Liberty – Roland Hallé, Peter W. Ladue
Don’t Mess with Bill – Pen Densham, John Watson
The Eruption of Mount St. Helens! – George Casey
It’s the Same World – Dick Young
Luther Metke at 94 – Richard C. Hawkins, Jorge Preloran

### Bester Dokumentarfilm
präsentiert von Lesley-Anne Down und Richard Chamberlain
Von Mao zu Mozart – Isaac Stern in China (From Mao to Mozart: Isaac Stern in China) – Murray Lerner
Agee – Ross Spears
The Day After Trinity – Jon Else
Front Line – David Bradbury
Der gelbe Stern – Die Judenverfolgung 1933–1945 – Arthur Cohn, Bengt von zur Mühlen

### Bester fremdsprachiger Film
präsentiert von Brooke Shields und Franco Zeffirelli
Moskau glaubt den Tränen nicht (Moskva slezam ne verit), Sowjetunion – Wladimir Walentinowitsch Menschow
Kagemusha – Der Schatten des Kriegers (Kagemusha), Japan – Akira Kurosawa
Die letzte Metro (Le Dernier métro), Frankreich – François Truffaut
Eine unmögliche Liebe (El Nido), Spanien – Jaime de Armiñán
Zimmer ohne Ausgang (Bizalom), Ungarn – István Szabó

## Ehrenpreise

### Ehrenoscar
präsentiert von Robert Redford
Henry Fonda

### Special Achievement Award
präsentiert von Jack Valenti
Brian Johnson, Richard Edlund, Dennis Muren, Bruce Nicholson für die visuellen Effekte in Das Imperium schlägt zurück (The Empire Strikes Back)

### John A. Bonner Medal of Commendation
präsentiert von Lily Tomlin
Fred Hynes

### Academy Award of Merit
Linwood G. Dunn, Cecil Love

### Scientific and Engineering Award
Jean-Marie Lavalou, Alain Masseron, David Samuelson
Edward B. Krause
Ross Taylor
Bernhard Kuhl, Werner Block
David Grafton

### Technical Achievement Award
Carter Equipment Co., Inc.
Hollywood Film Co.
Andre DeBrie S. A.
Charles Vaughn, Eugene Nottingham
John W. Lang, Walter Hrastnik, Charles J. Watson
Worth Baird
Peter Regla, Dan Slater